# Matthiola parviflora
Matthiola parviflora é uma espécie de planta com flor pertencente à família Brassicaceae. 
A autoridade científica da espécie é (Schousb.) R.Br., tendo sido publicada em Hortus Kewensis; or, a Catalogue of the Plants Cultivated in the Royal Botanic Garden at Kew. London (2nd ed.) 4: 121. 1812.

## Portugal
Trata-se de uma espécie presente no território português, nomeadamente em Portugal Continental e no Arquipélago da Madeira.
Em termos de naturalidade é nativa das duas regiões atrás indicadas.

## Protecção
Não se encontra protegida por legislação portuguesa ou da Comunidade Europeia.